# Leonardo Mayer
Leonardo Martín Mayer (Corrientes, 15 de maig de 1987) és un jugador professional argentí de tennis retirat.
En el seu palmarès hi ha dos títols individuals del circuit ATP i un més en dobles masculins. Va arribar a ocupar el 21è i el 48è llocs dels respectius rànquings mundials. Va formar part de l'equip argentí de Copa Davis en diverses ocasions i destaca el títol aconseguit en l'edició de 2016, i el primer i únic d'aquest país.

## Biografia
Fill d'Estela i Orlando Mayer, té tres germans anomenats Gabriel, Walter i Veronica.
Es va casar amb Milagros l'any 2019, i el matrimoni va tenir tres fills, els dos menors bessons: Valentino, Pedro i Camilo.

## Carrera esportiva
El seu rànquing individual més alt aconseguit en el rànquing mundial ATP, va ser el número 21 al 22 de juny de 2015. Mentre que en dobles va aconseguir el lloc número 88 el 5 de juliol de 2010.
Va obtenir dos títols de la categoria ATP World Tour 500 en la modalitat d'individuals, un títol de la categoria ATP World Tour 250 en la modalitat de dobles i quinze títols de la categoria ATP Challenger Series, dels quals vuit van ser en modalitat individuals i els set restants en dobles.
Des de l'any 2009 va participar de l'equip de Copa Davis de l'Argentina. Té en aquesta competició un rècord total de partits guanyats/perduts de 4/4 (4-3 en individuals i 0/1 en dobles). Va disputar el partit de singles més llarg de la història de la Copa Davis que va durar 6 hores i 42 minuts. Va ser el 8 de març de 2015 quan li va guanyar al brasiler Joao Souza a Buenos Aires per 7-6 (7-4), 7-6 (7-5), 5-7, 5-7 i 15-13. Van superar a un que va tenir com a guanyador l'estatunidenc John McEnroe sobre el suec Mats Wilander en els quarts de final de 1982, i que va durar 6 hores i 22 minuts.

## Palmarès

### Individual: 5 (2−3)
| Llegenda                          |
| --------------------------------- |
| Grand Slams (0−0)                 |
| ATP Finals (0−0)                  |
| ATP World Tour Masters 1000 (0−0) |
| ATP World Tour 500 (2−1)          |
| ATP World Tour 250 (0−2)          |

| Títols per superfície |
| --------------------- |
| Dura (0−0)            |
| Gespa (0−0)           |
| Terra batuda (2−3)    |

| Resultat  | Núm. | Data                 | Torneig            | Superfície   | Oponent               | Marcador            |
| --------- | ---- | -------------------- | ------------------ | ------------ | --------------------- | ------------------- |
| Finalista | 1.   | 9 de febrer de 2014  | Viña del Mar, Xile | Terra batuda | Fabio Fognini         | 2−6, 4−6            |
| Guanyador | 1.   | 20 de juliol de 2014 | Hamburg, Alemanya  | Terra batuda | David Ferrer          | 6−7(3), 6−1, 7−6(4) |
| Finalista | 2.   | 23 de maig de 2015   | Niça, França       | Terra batuda | Dominic Thiem         | 7−6(8), 5−7, 6−7(2) |
| Guanyador | 2.   | 30 de juliol de 2017 | Hamburg            | Terra batuda | Florian Mayer         | 6−4, 4−6, 6−3       |
| Finalista | 3.   | 29 de juliol de 2018 | Hamburg            | Terra batuda | Níkoloz Bassilaixvili | 4−6, 6−0, 5−7       |

### Dobles masculins: 5 (1−4)
| Llegenda                          |
| --------------------------------- |
| Grand Slams (0−0)                 |
| ATP Finals (0−0)                  |
| ATP World Tour Masters 1000 (0−0) |
| ATP World Tour 500 (0−0)          |
| ATP World Tour 250 (1−4)          |

| Títols per superfície |
| --------------------- |
| Dura (0−3)            |
| Gespa (0−0)           |
| Terra batuda (1−1)    |

| Resultat  | Núm. | Data                 | Torneig                     | Superfície   | Parella          | Oponents                           | Marcador         |
| --------- | ---- | -------------------- | --------------------------- | ------------ | ---------------- | ---------------------------------- | ---------------- |
| Finalista | 1.   | 14 de febrer de 2010 | San Jose, Estats Units      | Dura (i)     | Benjamin Becker  | Mardy Fish Sam Querrey             | 6−7(3), 5−7      |
| Guanyador | 1.   | 20 de febrer de 2011 | Buenos Aires, Argentina     | Terra batuda | Oliver Marach    | Franco Ferreiro André Sá           | 7−6(6), 6−3      |
| Finalista | 2.   | 25 d'agost de 2012   | Winston-Salem, Estats Units | Dura         | Pablo Andújar    | Santiago González Scott Lipsky     | 3−6, 6−4, [2−10] |
| Finalista | 3.   | 7 de gener de 2018   | Brisbane, Austràlia         | Dura         | Horacio Zeballos | Henri Kontinen John Peers          | 6−3, 3−6, [2−10] |
| Finalista | 4.   | 9 de febrer de 2020  | Córdoba, Argentina          | Terra batuda | Andrés Molteni   | Marcelo Demoliner Matwé Middelkoop | 3−6, 6−7(4)      |

### Equips: 1 (1−0)
| Resultat  | Núm. | Data                      | Torneig                     | Superfície | Equip                                               | Oponents                                          | Marcador |
| --------- | ---- | ------------------------- | --------------------------- | ---------- | --------------------------------------------------- | ------------------------------------------------- | -------- |
| Guanyador | 1.   | 25 − 26 d'octubre de 2016 | Copa Davis, Zagreb, Croàcia | Dura (i)   | Federico Delbonis Guido Pella Juan Martín del Potro | Marin Čilić Ivan Dodig Ivo Karlović Franko Škugor | 3−2      |

## Trajectòria

### Individual
| Obert d'Austràlia | Q2  | A   | A     | 1R    | 1R  | 1R    | 1R    | 2R    | 2R    | 1R    | A    | 2R    | 2R    | 1R  | A   | 0 / 10    | 4 − 10    |
| Roland Garros | Q1  | A   | 2R    | 3R    | 3R  | 3R    | 1R    | 3R    | 3R    | 1R    | Q2   | 1R    | 4R    | Q3  | Q1  | 0 / 10    | 14 − 10   |
| Wimbledon | Q2  | Q1  | 2R    | 1R    | Q1  | 1R    | 2R    | 4R    | 3R    | 1R    | A    | 1R    | 2R    | NC  | Q1  | 0 / 9     | 8 − 9     |
| US Open | Q2  | Q2  | 2R    | 1R    | A   | 3R    | 2R    | 3R    | 1R    | A     | 3R   | 1R    | 1R    | 1R  | A   | 0 / 10    | 8 − 10    |
| Total Victòries−Derrotes                                                                                                  | 0−0 | 1−1 | 17−18 | 13−21 | 4−7 | 14−14 | 13−18 | 28−20 | 28−23 | 12−15 | 11−8 | 22−25 | 16−18 | 0−8 | 0−1 | 179 − 197 | 179 − 197 |
| Rànquing a final d'any | 179 | 115 | 75    | 94    | 78  | 72    | 95    | 28    | 35    | 139   | 52   | 56    | 92    | 135 | −   |           |           |
| Llegenda: G: Guanyador; F: Finalista; SF: Semifinalista; QF: Quarts de final; Q: Qualificació; A: Absent; RR: Round Robin |     |     |       |       |     |       |       |       |       |       |      |       |       |     |     |           |           |

### Dobles masculins
| Obert d'Austràlia | A   | 3R   | 1R  | 2R   | 1R   | 1R    | 2R    | 1R   | A   | 2R    | SF    | 2R  | 0 / 10   | 10 − 10  |
| Roland Garros | A   | 2R   | A   | 1R   | 1R   | 1R    | 3R    | 2R   | A   | 3R    | 1R    | 2R  | 0 / 9    | 7 − 9    |
| Wimbledon | 1R  | 2R   | A   | 1R   | 1R   | 1R    | 1R    | 1R   | A   | 3R    | 2R    | NC  | 0 / 9    | 4 − 9    |
| US Open | 1R  | 2R   | A   | 2R   | 1R   | QF    | QF    | A    | 3R  | 2R    | QF    | A   | 0 / 9    | 13 − 9   |
| Total Victòries−Derrotes                                                                                                  | 4−7 | 13−7 | 5−3 | 5−10 | 3−10 | 10−16 | 10−17 | 6−12 | 5−5 | 15−15 | 13−13 | 4−5 | 94 − 123 | 94 − 123 |
| Rànquing a final d'any | 162 | 99   | 214 | 171  | 404  | 70    | 85    | 120  | 154 | 76    | 61    | 102 |          |          |
| Llegenda: G: Guanyador; F: Finalista; SF: Semifinalista; QF: Quarts de final; Q: Qualificació; A: Absent; RR: Round Robin |     |      |     |      |      |       |       |      |     |       |       |     |          |          |